# Саксонське зерцало
Саксонське зерцало (лат. Speculum Saxonum, нім. Sachsenspiegel) — німецький середньовічний збірник правових норм. Укладений близько 1230 р. (за ін. даними — в 1220—1235 рр.) суддею і вченим Ейке фон Репковим (нім. Eike von Repkow/Repgow/Repchow), шефеном графства Ангальт поблизу м. Магдебурга в Саксонії на замовлення графа Гоєра фон Фалькенштайна (нім. Hoyer von Falkenstein).

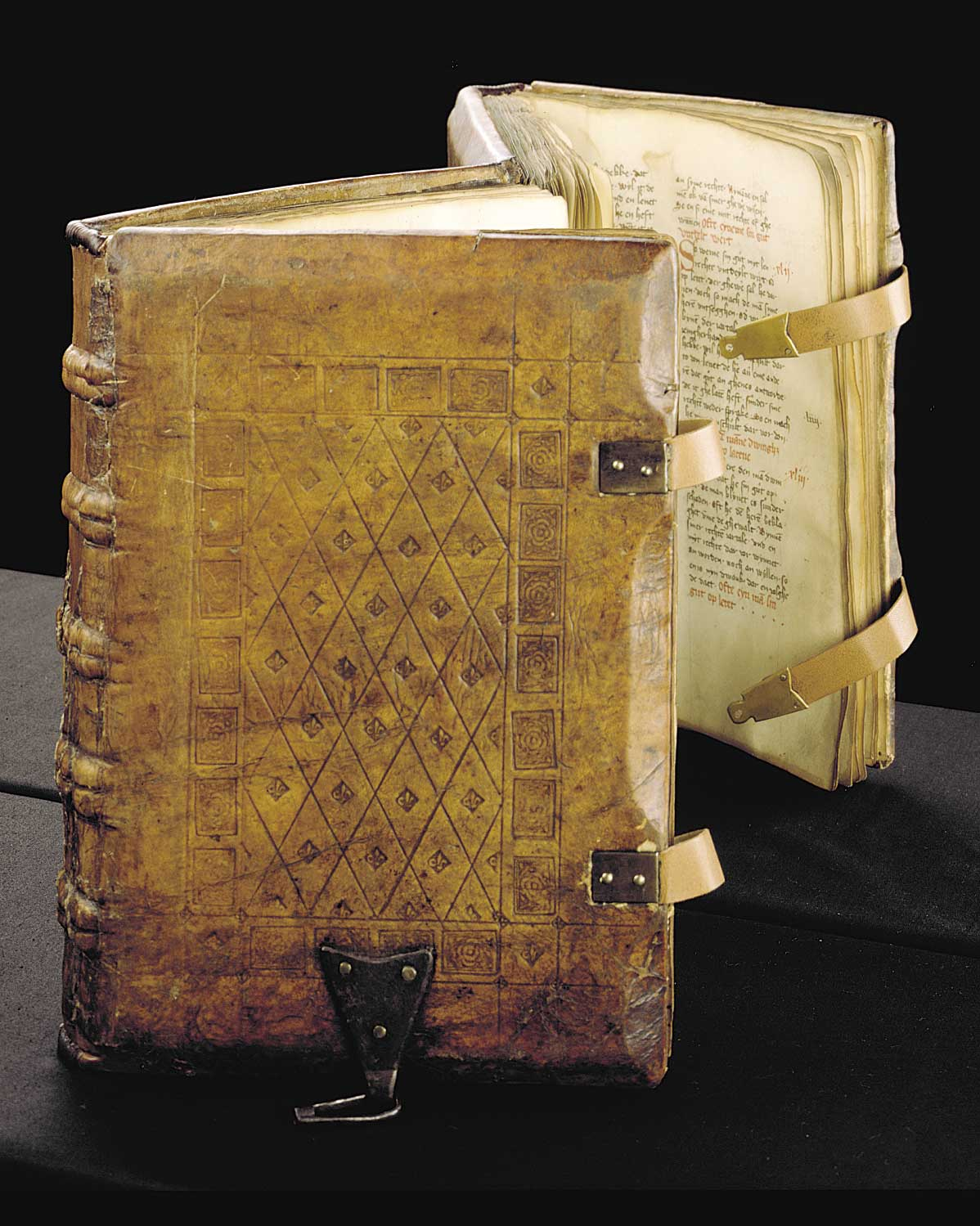
Рукопис Саксонського зерцала (близько 1385 р.). Бібліотека м. Дуйсбург

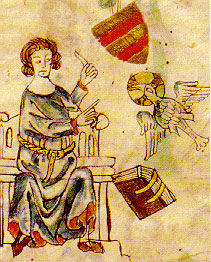
Ейке фон Репков (середньовічна мініатюра)

Написане латинською мовою, згодом перекладене нижньонімецьким діалектом німецької мови. Та обставина, що воно було викладене на німецькій мові мала велике значення в тому розумінні, що Зерцало створило спільну німецьку юридичну мову для усіх німецькомовних регіонів імперії (за Г. Дж. Берманом). За припущенням Г. П. Гуменюк можливим місцем його укладання була церковна бібліотека Кведлінбурга.

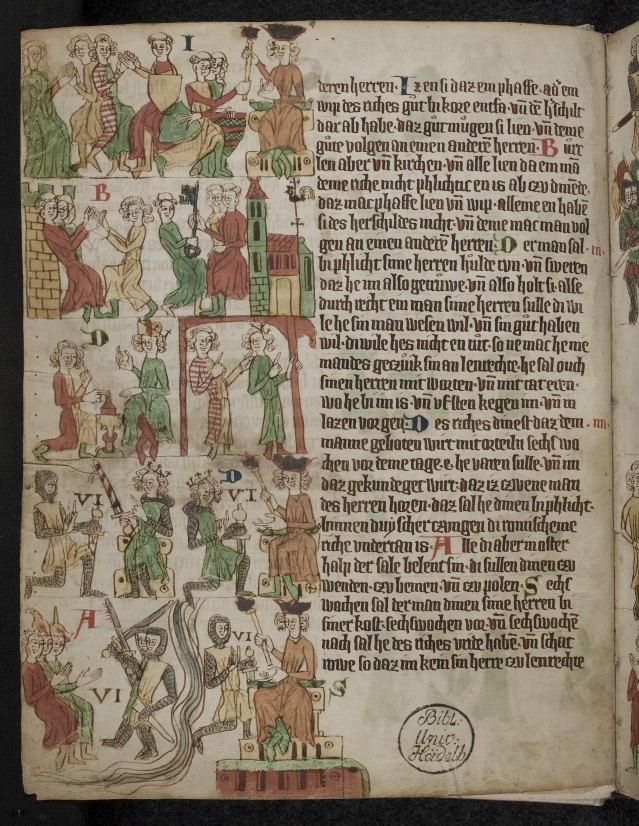
Рукописна сторінка Саксонського Зерцала

Джерелами укладання «Саксонського зерцала» були Біблія, канонічне право, закони Священної Римської імперії, що мали поширення й застосування в Саксонії, звичаєве право земських та ленних судів із регіонів ельбських єпископств. За Г. Дж. Берманом практично немає у ньому посилань на римське право, хоч інші дослідники (Г. П. Гуменюк) безумовно зараховують римське та візантійське право до джерел Саксонського зерцала. Вплив римського права в ньому все ж доволі помітний, особливо в частині регулювання, висловлюючись термінологією римського права, т. зв. сільських (земельних) сервітутів (зокрема, § 1 ст. 42 книги другої зобов'язує «Ніхто не може повісити водостічний жолоб так, щоб він виходив на подвір'я іншого»; стаття 50 книги другої проголошує «Хто саджає межові дерева, кладе межові камені, той повинен робити це в присутності особи, якій належить земля з іншого боку. Хто огороджує, той повинен гілки від тину спрямовувати в бік власного двору»; § 3 ст. 51 книги другої вказує «Стоки належить виводити на землі, що розташовуються за ділянкою іншого власника» та ін.).
Структурно «Саксонське зерцало» включає чотири передмови — передмова у римованих двовіршах, пролог тексту, пролог та передмови «Від народження Бога» («Von der Herren Geburt»); три книги земського права (нім. Landrecht) та книги ленного права (нім. Lehnrecht). Земське право поширювалося на все населення, а ленне — лише на феодалів-землевласників. В книгах земського права зібрано норми державного права (обрання імператора, скликання та діяльність рейхстагу тощо), права місцевого самоврядування, шлюбно-сімейного права, цивільного, кримінального та процесуального права. У книгах ленного права йдеться про ленні відносини, ленний суд, міські лени.
Дуже рано «Саксонське зерцало» стали трактувати як самостійне авторитетне джерело. З 20-х рр. XIV ст. списки Зерцала стали доповнюватися глосами-роз'ясненнями. Першим глосатором був Йоганн фон Бух. Основна редакція, здійснена на початку XV ст. закріпила поділ земського права на три книги, постійну кількість і нумерацію статей і параграфів. Ця редакція швидко витіснила всі попередні, а з 1474 р. почалося її друкування й поширення.
В німецьких землях «Саксонське зерцало» було зразком при створенні інших юридичних книг («Аугсбурзьке Саксонське зерцало», «Німецьке зерцало», «Швабське зерцало»). Поширилося Зерцало і в Голландії у вигляді «Голландського саксонського зерцала». У деяких регіонах Німеччини «Саксонське зерцало» продовжувало діяти до 1 січня 1900 р. — часу введення в дію Німецького цивільного уложення. А востаннє воно застосоване Німецьким імперським верховним судом у 1932(3) р.
Перший латинський переклад Ландрехту (нім. Landrecht) Саксонського зерцала Versio Wratislaviensis (авторства вроцлавського єпископа Томаса) з'явився у другій половині XIII ст. між 1272—1292 рр. Другий латинський переклад сандомирського писаря Конрада (Versio Sandomiriensis) був опублікований 1359 р.
В Україні земське (міське) право «Саксонського зерцала» використовували в латиномовних польських переробках Миколи Яскера, Яна Кірштейна, Бартоломея Ґроїцького, Павла Щербича; коментарі до Зерцала цих авторів відомі під узагальненою назвою "Саксон". Коментарі «Саксонського зерцала» стали на укр. землях правовою основою права міського самоврядування за взірцем магдебурзького права, однак переважно у формі польських аналогів останнього — кульмського (хелмінського) права та ноймарктського права. «Саксон» був використаний кодифікаційною комісією Гетьманщини при створенні «Прав, за якими судиться малоросійський народ» (1743) і для укладення "Зібрання малоросійських прав" Ф. І. Давидовича (1807). В «Правах …» наявні 733 посилання на праці П. Щербича, 645 на праці Б. Ґроїцького, 173 на праці П. Кушевича; в «Зібранні …» маємо 457 посилань на Зерцало Саксонів (А. Яковлів). Посилання на «Саксон» в юридичній практиці укр. земель зустрічалося аж до офіційного скасування магдебурзького права в малоросійських губерніях відповідно до закону Російської імперії від 3 (15) лютого 1831.

## Видання
- Саксонское зерцало. Памятник. Комментарии. Исследования / Под ред. В. М. Корецкого. — М.: Наука, 1985. — 272 с. (рос.) (PDF-оригінал тут)
- The Saxon Mirror: a Sachsenspiegel of the Fourteenth Century. Translated by Maria Dobozy. — Philadelphia: University of Pennsylvania Press, 1999. — xii + 263 pp. (англ.)